# Carlos Ramos Rivas
Carlos Enrique Ramos Rivas (Mérida, 23 de septiembre de 1959) es un político venezolano, exdiputado a la Asamblea Nacional de Venezuela por el circuito 4 del estado Mérida, miembro de la comisión de Contraloría del mencionado poder constitucional y es el secretario general del partido político Un Nuevo Tiempo en el estado Mérida.

## Biografía

### Estudios
Estudió economía en la Universidad de los Andes. Después, realizó estudios en ciencias políticas y obtuvo una maestría en Desarrollo Urbano en la misma institución. 

### Vida política
Es miembro del partido político Un Nuevo Tiempo. Fue elegido como diputado en las elecciones de 2010 con 65,36 % de los votos.
Ha denunciado en numerosas oportunidades a los  gobiernos de los presidentes Hugo Chávez y Nicolás Maduro por el manejo de fondos nacionales. Ante todo, el diputado Ramos ha criticado el hecho de que el gobierno no ha explicado el uso de más de 29 mil millones de dólares de FONDEN, el Fondo para el Desarrollo Endógeno.